# Chandler, Arizona
Chandler là một thành phố ở quận Maricopa, Arizona, Hoa Kỳ. Tính đến năm 2006, thành phố có dân số ước tính 240.595 người.

## Liên kết
- City of Chandler web site
  - City of Chandler Community Services/Recreation Web site
- Chandler Public Library
- City of Chandler Economic Development Division
- Unofficial Chandler web site
- Chandler news, sports and things to do from the Chandler section of the Arizona Republic newspaper